# Epidemia de varíola de 1837
A epidemia de varíola  de 1837 assolou a população das Grandes Planícies ("Great Plains") dos Estados Unidos e Canadá entre os anos de 1837 e 1838.

## História
Um navio a vapor S.S. St. Peter que saiu do porto de St. Louis e subiu o Rio Missouri com destino a Fort Union Trading Post parou no caminho em 18 de junho de 1837 em Fort Clark Trading Post State. Próximo ao porto estavam instaladas duas aldeias da tribo nativo norte-americana Mandan. Os cerca de 2 000 ameríndios foram reduzidos a 180 em consequência da disseminação da doença, que chegou ao local por algum portador que viajou no vapor.  Quando o navio chegou ao destino parte da tripulação havia perecido em consequência da varíola. Grupos de nativos continuaram a chegar no forte para o comércio e disseminaram a doença que alcançou a partir deste ponto as tribos Blackfoot que perdeu dois terços de sua população original; os Assiniboine e os Arikara que ficaram reduzidos a metade; os Crows perderam um terço de seus membros e os Pawnee um quarto.
A epidemia cessou em 1838.